# Macéo Capietto
Macéo Capietto, född den 12 januari 2006 i Veneux-les-Sablons, Seine-et-Marne, är en fransk racerförare.

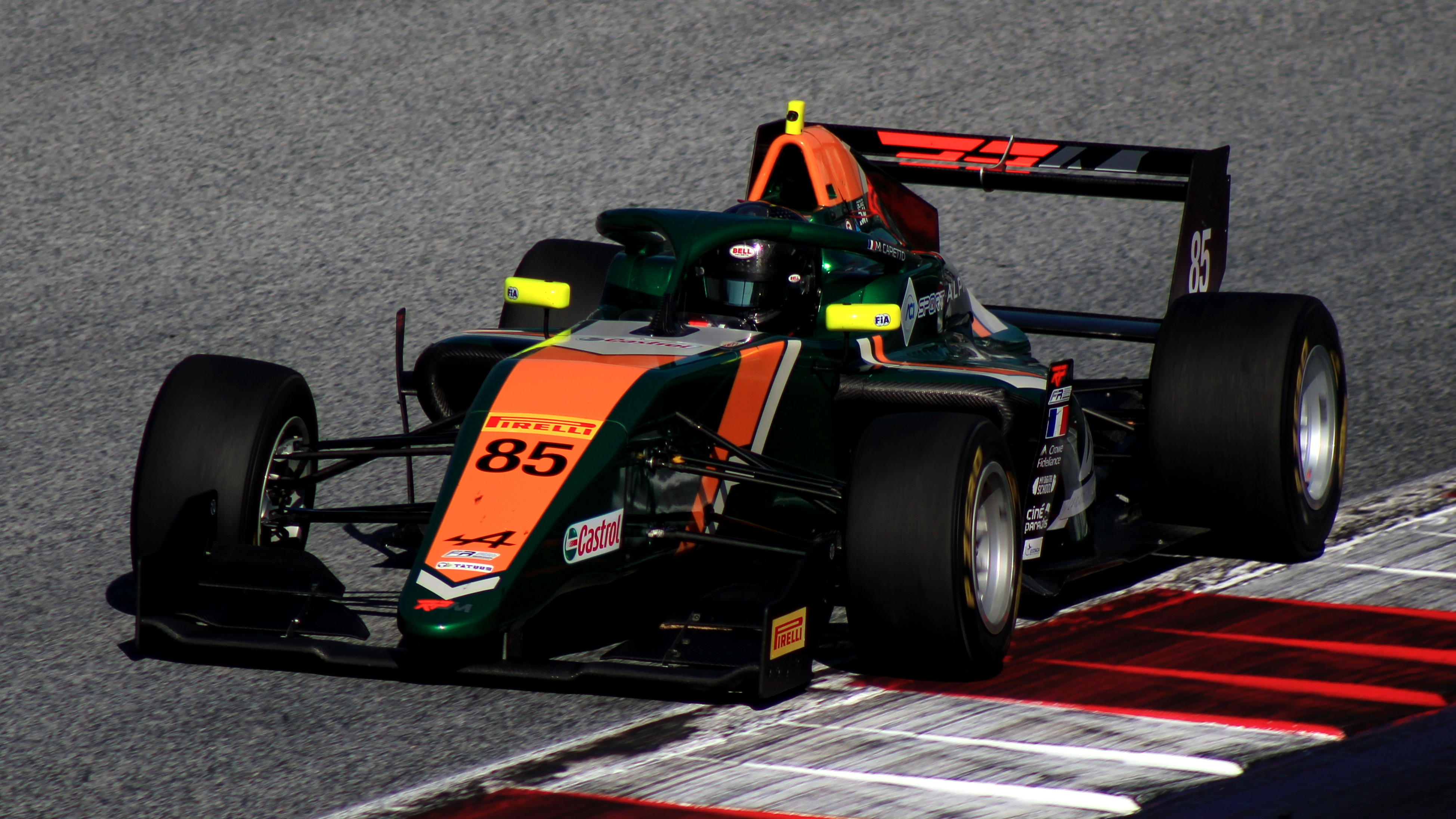
Capietto på Red Bull Ring.